# Solmasseparameter
 Ikke at forveksle med Solens masse.
Solmasseparameter er en gravitationsparameter indført af den Internationale Astronomiske Union  til brug for angivelse af stjerners masser. Den har følgende symbol og talværdi:
{\displaystyle \mathrm {GM} {}_{\odot }^{\mathrm {N} }\equiv 1.327\,124\,4\cdot 10^{20}\;{\text{m}}^{3}{\text{s}}^{-2}}
Grunden til, at man fastlægger værdien af produktet {\displaystyle G\cdot M_{\odot }} og ikke af {\displaystyle M_{\odot }} selv, er, at størrelsen kan måles med langt større nøjagtighed end gravitationskonstanten {\displaystyle G}, se evt. et regneeksempel.
Talværdien af denne nominelle størrelse er en afrundet værdi fra den hidtil mest nøjagtige måling, der giver {\displaystyle GM_{\odot }=1.327\,124\,420\,99\cdot 10^{20}\;{\text{m}}^{3}{\text{s}}^{-2}} : 296 . 
Bemærk, at det er standard, at symboler for målte størrelser kursiveres, medens symboler for enheder ikke kursiveres, jfr. for eksempel {\displaystyle m=79\;{\text{kg}}} eller  {\displaystyle g=9.82\;{\text{m/s}}^{2}}.